# فؤاد راتب
فؤاد راتب أو الخواجة بيجو (1 مايو 1930  - 18 يونيو 1986 )، ممثل مصري كوميدي.

## حياته
اسمه الحقيقي فؤاد راتب كان يسكن في نفس المبنى الذي كان يسكن به المطرب الشهير عبد الحليم حافظ . تخرج في كلية التجارة عام 1949م والتحق بوظيفة باتحاد الصناعات وتدرّج حتى صار مديراً إدارياً للعلاقات العامة وحصل على عدة درجات علمية في الدراسات العليا في التخطيط والإحصاء في العلاقات العامة مما سهّل له العملَ بالهيئة الإفريقية الآسيوية للشؤون الاقتصادية. سافر إلى الكويت عام 1968م بناء على طلب شركة الأسمدة الكويتية وتولّى تنظيمَ العلاقات العامة حتى عام 1972م حيث انتهت إعارته فالتحق للعمل بالتليفزيون الكويتي كعضوٍ ومقررٍ بجميع اللجان والاجتماعات التي يعقدها التليفزيون.

## مسيرته الفنية
دخل الإذاعة على يد الإذاعي حسين فياض ثم فتح له الباب أكثر محمد محمود شعبان بابا شارو وهو في السابعة من عمره ثم كانت الانطلاقة الحقيقية عام 1952م في مسلسل ساعة لقلبك حيث اشتهر بدور الخواجة بيجو ولم يُقدّم أي دور غيره في حياته الفنية فاشتهر عند الناس بهذا الاسم ولم ينادوه باسمه الحقيقي أبداً وشَكَل مع محمد أحمد المصري أو المعروف بأبو لمعة ثنائياً مبهراً حيث استطاعا أن يحجزا لهما مكانا وسط عملاقة الكوميديا المصرية أمثال فؤاد المهندس و عبد المنعم مدبولي و محمد عوض و أمين الهنيدي وغيرهم من أبطال المسلسل الإذاعي ساعة لقلبك. اشتهر ببعض العبارات ومنها يا لخوتي... يا النافوخ بتاع الأنا... يا نور النبي .

## أعماله
- مسلسل ساعة لقلبك
- فيلم إسماعيل يس في مستشفى المجانين

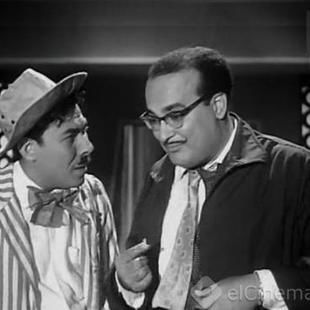
الثنائي المشهور: الخواجة بيجو(على اليسار) و أبو لمعة(على اليمين)

- فيلم عروسة المولد
- فيلم ملك البترول
- فيلم غرام المليونير
- مسلسل درب الزلق
- مسلسل الشاطر حسن
- مسرحية حضرة صاحب العمارة
- فيلم إجازة بالعافية
- فيلم عروس النيل
- فيلم شارع الحب
- فيلم بقايا عذراء

- فيلم ملك البترول
- فيلم الأزواج والصيف
- فيلم حماتي ملاك
- فيلم إسماعيل يس بوليس سري
- فيلم عودة الحياة
- فيلم حياة امرأة
- فيلم بنادي عليك
- فيلم بحبوح أفندي

## مرضه
أُصيب الخواجة بيجو في الكويت بالشلل النصفي عام 1975م ولكن ظل التلفزيون الكويتي متمسكا به يقوم بإعداد البرامج حتى عاد إلى مصر عام 1978م .

## وفاته
توفي في 18 يونيو 1986م إثر إصابته بأزمة قلبية.

## روابط خارجية
- فؤاد راتب على موقع الدهليز
- فؤاد راتب على موقع قاعدة بيانات الأفلام العربية